# André de Sainte-Maure
André de Sainte-Maure est un homme politique français né le 1er décembre 1775 à Paris et mort le 2 mars 1850 à Dinteville (Haute-Marne).

## Biographie
Émigré au moment de la Révolution, il rentre en France en 1814. Officier de cavalerie, il est conseiller et député de la Haute-Marne de 1824 à 1827. Il est pair de France de 1827 à 1830.

## Sources
« André de Sainte-Maure », dans Adolphe Robert et Gaston Cougny, Dictionnaire des parlementaires français, Edgar Bourloton, 1889-1891 [détail de l’édition]